# عصر جدید (فیلم ۱۹۷۱)
عصر جدید (به هندی: Naya Zamana) فیلمی محصول سال ۱۹۷۱ و به کارگردانی پرامود چاکراوورتی است. در این فیلم بازیگرانی همچون درمندرا، هما مالینی، آشوک کومار، آریونا ایرانی، لالیتا پاوار، پران، شبنم ایفای نقش کرده‌اند.